# Elio Augusto Di Carlo
Pour les articles homonymes, voir Elio (homonymie).
Elio Augusto Di Carlo (né le 2 septembre 1918 à Amatrice, dans la province de Rieti, dans le Latium et mort à Cantalupo in Sabina le 27 juillet 1998) est un médecin, ornithologue, naturaliste et historien italien.

## Biographie
Il naît à Retrosi, hameau d'Amatrice, un petit village au pied du massif de la Laga (Apennins, en Italie centrale).
« Retrosi: ici mes ancêtres ont vécu, ici j'ai vu la lumière moi-même, permettez-moi d'en parler, même si elle n'a pas gloire ou des événements importants. »
— Alle pendici della Laga, E.A. Di Carlo.
Il est diplômé en médecine de l'Université de Rome « La Sapienza ».
Il exerce plus de quarante ans comme médecin, dont trente-cinq ans dans le village de Cantalupo in Sabina (où il prend son service le 10 juin 1954), dans la province de Rieti. Spécialiste en pédiatrie, il a dirigé pendant plus de trente ans les consultations de l'Opera nazionale maternità e infanzia (it) dans diverses communes de la province.

## Ornithologie et rencontre avec la personnalité d'Edgardo Moltoni
Il se consacre, déjà jeune, aux sciences naturelles et en particulier à l'ornithologie. Au début, les lieux de sa recherche ont été l'Italie centrale et les Apennins.
Di Carlo est l'un des quelques élèves de l'ornithologue italien Edgardo Moltoni.

## Œuvres

### Œuvres d'histoire

#### Livres d'histoire locale (Sabine, région desMonts de la Lagaet Italie centrale)
- Elio Augusto Di Carlo, Il Castello di Cantalupo in Sabina, 1989.
- Elio Augusto Di Carlo, Alle pendici della Laga, tra sec. VI e sec. XVII, 1992.
- Elio Augusto Di Carlo e Fabio Settimi, I Castelli di Forano e di Gavignano, 1995.
- Elio Augusto Di Carlo, I Castelli della Sabina, 1998.

#### Autres publications d'histoire
- Elio Augusto Di Carlo, Un ritratto di S.Giuseppe da Leonessa nella chiesa dei Cappuccini di Montefiolo (Casperia), Leonessa e il suo santo, 1971, a.VIII, n.43, p. 58-60.
- Elio Augusto Di Carlo, I Cappuccini e la Congregazione "De Propaganda Fide", Leonessa e il suo santo, 142, 4, 1989.
- Elio Augusto Di Carlo, La battaglia di Cantalupo, 1989[2],[3].
- Elio Augusto Di Carlo, In margine ad una commemorazione: Edward Lear's, Leonessa e il suo santo, 148, 6-9, 1990.
- Elio Augusto Di Carlo, Chiesa di S.Adamo in Cantalupo, 1993.
- Elio Augusto Di Carlo, Vincenzo Camuccini pittore neoclassico (1771-1844), mostra della sua opera pittorica in occasione del 150 anniversario della sua morte, Palazzo Camuccini, Cantalupo in Sabina, 12-27 agosto 1995[4].

### Travaux ornithologiques et naturalistes
Plus de cent vingt travaux ornithologiques ont été publiés principalement dans les revues Gli Uccelli d'Italia (Les Oiseaux d'Italie) et Rivista Italiana di Ornitologia (Revue Italienne d'Ornithologie),.
Di Carlo a également publié : 
- "Avifauna del comprensorio tolfetano, cerite, manziate (Lazio settentrionale)", nel quaderno n. 227 del 1971 dell'Accademia dei Lincei.
- "Ricerche ornitologiche sul litorale tirrenico del Lazio e Toscana", nel quaderno n. 254 del 1981 dell'Accademia dei Lincei.

#### Monographies
- Risultati di ricerche ornitologiche su Montagne d'Abruzzo (Monti della Laga), D. Rossi e E.A. Di Carlo, 1948.
- Gruppo del monte Terminillo, E.A. Di Carlo, 1958.
- Ricerche ornitologiche attraverso la Calabria e viaggi a scopo ornitologico nelle Puglie, E.A. Di Carlo, 1960.
- Gli uccelli dell'isola d'Elba, 1970 (con Edgardo Moltoni).
- Gli uccelli del Parco nazionale d'Abruzzo, E.A. Di Carlo, 1972.
- Avifauna delle isole dell'Arcipelago Toscano Le forme ornitiche insulari. Saggio faunistico-ecoetologico-biogeografico  E. A. Di Carlo, Lavori della Società italiana di Biogeografia, Nuova Serie, 1974, 5: 845-878.
- Gli uccelli della Majella, J. Heinze e E.A. Di Carlo, 1976.
- Indagine preliminare sulla presenza passata ed attuale dell'Aquila reale Aquila chrysaetos sugli Appennini, E.A. Di Carlo, Gli Uccelli d'Italia, 1980, 5 (6): 263-283.
- Check list degli uccelli del Lazio, Sitta, 5: 35 47, E.A. Di Carlo, 1991.
- Gli uccelli dei Monti Sabini, Cantalupo in Sabina, 1995 (Inedito) [7].

Ce naturaliste a aussi effectué des travaux sur l'avifaune de la Corse, de Sardaigne et des îles Tremiti.

## Honneurs
- 1965 - Chevalier du travail, Présidence de la République Italienne[7].
- 1998 - Prix de la Culture, Conseil des Ministres Italien, avec le livre d'histoire I Castelli della Sabina [8].
- Il existe une place Elio Augusto Di Carlo à Cantalupo in Sabina en Italie.